# Cerro do Castelo de Santa Justa
Koordinaten: 37° 25′ 15,9″ N, 7° 42′ 10,1″ W
Die Cerro do Castelo de Santa Justa, auch unter dem Namen Povoado calcolítico do Cerro do Castelo bekannt, gehört zur Gruppe der kupferzeitlichen, befestigten Siedlungen im Süden der iberischen Halbinsel, die mit der Entstehung der Glockenbecherkultur in Verbindung gebracht werden.

## Lage
Die Siedlung liegt etwa 120 m südöstlich der Ortschaft Santa Justa in der Gemeinde (portugiesisch Freguesia) Martim Longo, Kreis (portugiesisch Concelho) Alcoutim im Nordosten der Algarve.
Die Fundstelle liegt auf der Kuppe eines Hügels (230 m über N.N.), der sich rund 50 Höhenmeter aus dem umliegenden Gelände heraushebt. Im Osten wird sie durch den Verlauf der Ribeira da Foupana begrenzt.

## Denkmalpflege
Die Siedlung wurde 1978 von Víctor Manuel dos Santos Gonçalves im Zuge einer Prospektion entdeckt und in den Jahren 1979–1984 in jährlichen Kampagnen archäologisch untersucht.
1990 wurde die Anlage als Imóvel de Interesse Público eingetragen und unter Schutz gestellt.

## Befunde
Das durch einen ovalen Mauerring aus Grauwacke geschützte, innere Siedlungsareal (ca. 34 × 15 m) erstreckt sich über eine Fläche von etwa 4 Ar.

### Mauern
Es konnten fünf Bauphasen der Befestigung unterschieden werden.
Der ursprünglich einfache Mauerring mit zwei Bastionen und einem einfachen Zugang wurde in Phase 2 durch ein Zangentor an der östlichen Schmalseite und zwei weitere Bastionen ergänzt, der Zugang im Norden wurde geschlossen.
In den Phasen 3–5 werden die Mauern weiter verstärkt und zusätzliche Bastionen errichtet. In der letzten Phase 5 verfügt die Anlage über fünf Bastionen an der nördlichen und vier Bastionen an der südlichen Langseite. Teilweise sind die Bastionen massiv ausgeführt, teilweise aber auch hohl errichtet worden.

### Gebäude
Innerhalb und außerhalb des Mauerrings wurden mehrere Gebäude mit rundem oder ovalem Grundriss ergraben, die z. T. nach Funktionsbereichen getrennt genutzt wurden. So lassen sich Gebäude mit Feuerstellen von solchen, die zur Weberei genutzt wurden, unterscheiden.

## Funde
Neben kupferzeitlicher Keramik wurden unter anderem polierte Steinäxte, Pfeilspitzen aus Feuerstein und Webgewichte sowie dem „sakralen“ Bereich zuzurechnende „Hornidole“ im Zuge der Grabungen geborgen.
Tiegel, Gussteile und Reste von Kupferschlacke machen eine Metallverarbeitung in oder in der Nähe der Siedlung wahrscheinlich.
Die erhobenen 14C-Daten datieren die Anlage in den Zeitraum von der zweiten Hälfte des 4. Jahrtausends bis zum Ende des 3. Jahrtausends v. Chr.
Ein Teil der Funde wird im UNIARQ – Centro de Arqueologia da Universidade de Lisboa in Lissabon aufbewahrt.